# 1998 XS31
1998 XS31  är en trojansk asteroid i Jupiters lagrangepunkt L4. Den upptäcktes 14 december 1998 av LINEAR i Socorro County, New Mexico.
Asteroiden har en diameter på ungefär 24 kilometer.